# Hemilea lineomaculata
Hemilea lineomaculata är en tvåvingeart som beskrevs av Hardy 1987. Hemilea lineomaculata ingår i släktet Hemilea och familjen borrflugor. Inga underarter finns listade i Catalogue of Life.